# アレクサンダー・フォン・ホッホベルク

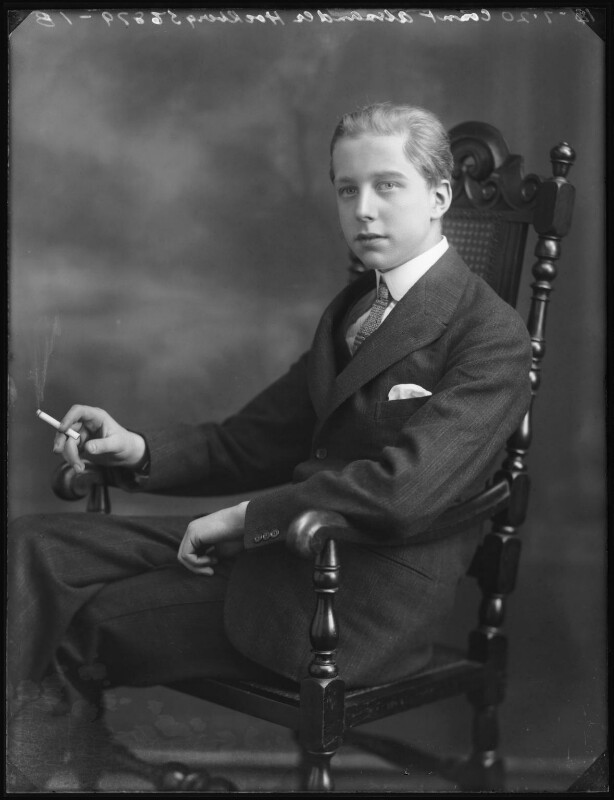
アレクサンダー・フォン・ホッホベルク、1920年

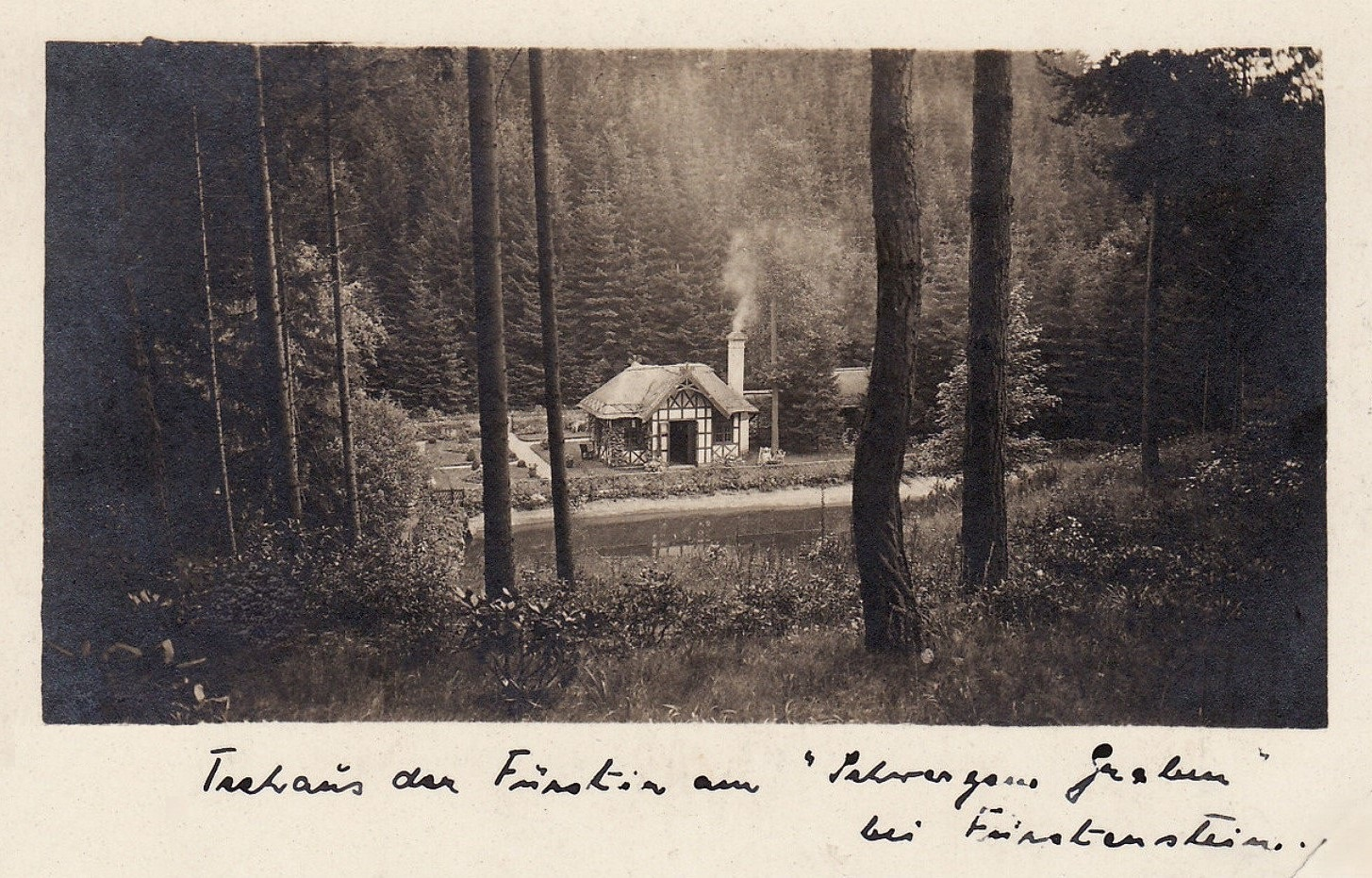
ホッホベルクが乱交相手との密会に使用したクションシュ城内デイジーゼー（Daisysee）湖畔に建つ茶館（テーハウス Teehaus）、写真は1910年頃のもの

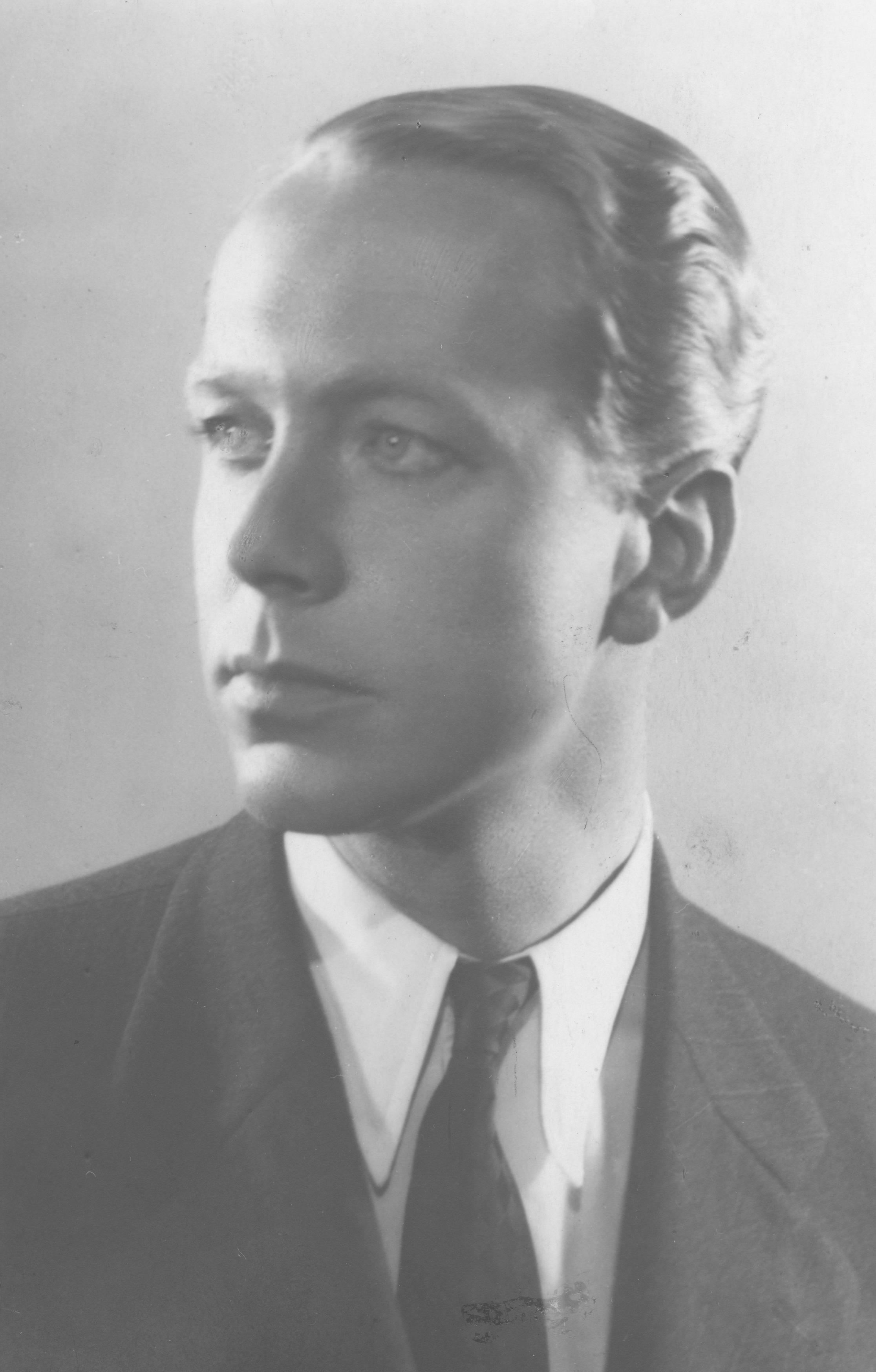
ホッホベルク、1937年

アレクサンダー・フォン・ホッホベルク（Alexander Graf von Hochberg, Freiherr zu Fürstenstein, 1905年2月1日 ロンドン - 1984年2月22日 マヨルカ島）は、ポーランドのドイツ系貴族・地主・軍人。第二次世界大戦中は反ナチ運動に身を投じ、イギリスの秘密情報部将校として従軍した。

## 生涯
プロイセン王国シュレジエン地方の大地主プレス侯ハンス・ハインリヒ15世・フォン・ホッホベルクと、そのイギリス人の妻デイジー・フォン・プレスの間の次男。正式な洗礼名はアレクサンダー・フリードリヒ・ヴィルヘルム・ゲオルク・コンラート・エルンスト・マクシミリアン（Alexander Friedrich Wilhelm Georg Konrad Ernst Maximilian）。母の弟ジョージ・コーンウォリス＝ウェストはウィンストン・チャーチルの継父、母の妹シーラ・グロヴナーは第2代ウェストミンスター公爵の最初の夫人であり、母の家族はロンドン社交界の有名人だった。
第一次世界大戦の結果、プレス侯家の主たる所領はポーランド領となったためホッホベルク家はポーランド市民となったが、同国有数の大地主であることに変わりはなかった。アレクサンデル・プシュチンスキ（Aleksander Pszczyński）という姓名でポーランド市民に登録した。
1924年、彼はヴァルデンブルク（ヴァウブジフ）の居城フュルステンシュタイン（クションシュ）城の茶館（テーハウス Teehaus）に自分と同じ同性愛者を呼び集めて「リラ・クラブ（Lila Klub）」という名のグループを作り、彼らと乱交に及んだ。メンバーは彼の他に貴族のヴェルナー・フォン・デア・シューレンブルク、肉屋のフリッツ・ランクナー、植字工のルドルフ・ニンプチュ、会社員のフリッツ・ヴェーナー、仕立て屋のエルンスト・デュネビアーの5名であった。アレクサンダーは男性間性行為を禁じる法令により2カ月の禁固に処された。
1927年父に従って英国ロンドンに赴き、同国のオックスフォード大学で銀行経営を学んだ。1929年、学業を止めてロンドンのバークレイズ銀行に入社。同年、母の主導によって、母の親友であるルーマニア王妃マリアの末娘イレアナ王女と婚約する。しかしアレクサンダーが1924年同性愛を理由にポーランド警察に逮捕されていたことが発覚したため、ルーマニア王家から婚約を破棄された。
1939年9月、ポーランド侵攻が起きるとホッホベルク一族はフランス・パリに避難した。アレクサンダーは西側連合国ポーランド軍に所属し、北アフリカ戦線やイタリア戦線に従軍した。
ナチ党の政府・警察は民族ドイツ人でありながらナチ党支配に服さず亡命しポーランド亡命政府を支持したホッホベルク家を許さず、「国家の敵」と見なした。1940年ベルリンの国家保安本部は、おそらくアレクサンダーをイギリス国籍と誤認してのことだが、イギリス特別捜査対象者リストに記載した。同リストに名が載った者は、ドイツがイギリス侵攻に成功した場合、ゾンダーコマンドやアインザッツグルッペンによって最優先で捜索・拘束されることになっていた。
第二次世界後はマヨルカ島のポリェンサで暮らした。彼はマックスという名の若い男性と恋人関係になり、マックスと養子縁組を行って法的な家族関係を作った。1950年代初頭、ゲイ向け小説の作家ゴードン・メリックと親しい友人となり、メリックは小説『真昼の悪魔（The Demon of Noon）』にアレクサンダーをモデルとした「中欧のアレックス公子（Central European prince Alex）」を登場させた。
1984年1月26日、兄ハンス・ハインリヒ17世の死によってホッホベルク家の家督を継ぐことになり、プレス侯（Fürst von Pless）を称したが、約1か月後の2月22日に自身も死去した。早世した弟ボルコの息子ボルコが家督を継ぎ、プレス侯を称した。

## 引用・脚注
1. ↑  “Gothaischer Hofkalender. Genealogisches Taschenbuch der Fürstlichen Häuser 1929”, "Der Gotha" (166 ed.), Gotha: Justus Perthes, vol. Pleß (des Stammes der Gfn von Hochberg), no. Alexander, pp. 381–383, November 1928, 2022年9月12日閲覧
2. 1 2  Wolfert, Raimund (2023年). “Lila Klub”. Replika (102):  pp. 48–50. ISSN 1896-3617
3. ↑  Bernd-Ulrich Hergemöller, Nicolai Clarus (2010), Mann für Mann: Biographisches Lexikon zur Geschichte von Freundesliebe und mannmännlicher Sexualität im deutschen Sprachraum. Unter Mitwirkung von Nicolai Clarus, Jens Dobler, Klaus Sator, Axel Schock und Raimund Wolfert neubearbeitet und ergänzt von Bernd-Ulrich Hergemöller. 2 Bände, LIT Verlag Münster, ISBN 978-3-643-10693-3, 2023年8月16日閲覧
4. ↑  Erwin In het Panhuis. “Schwules Leben vor 100 Jahren: Zeitungen und öffentliche Meinung” (ドイツ語). 2024年11月25日閲覧.
5. ↑  “Hitler's Black Book – information for GRAF Hochberg” (英語). 2022年9月12日閲覧.